# Kanton Wörrstadt
Der Kanton Wörrstadt (franz.: Canton de Wœrstadt) war eine von zehn Verwaltungseinheiten, in die sich das Arrondissement Mainz im Département du Mont-Tonnerre gliederte. Der Kanton war in den Jahren 1798 bis 1814 Teil der Französischen Republik (1798–1804) und des Napoleonischen Kaiserreichs (1804–1814). Von 1816 bis 1835 war der Kanton dann Teil der Verwaltungsstruktur der Provinz Rheinhessen des Großherzogtums Hessen.

## Lage
Dieser Kanton war der einzige im heutigen Rheinhessen, der nur von rheinhessischen Kantonen begrenzt wurde. Die Grenze nach Süden und Westen sind die Kantone Alzey und Wöllstein, nach Osten die Kantone Oppenheim und Niederolm, nach Norden die Kantone Oberingelheim und Wöllstein.
Vor der Besetzung des linken Rheinufers im Ersten Koalitionskrieg gehörte das Gebiet des Kantons Wörrstadt überwiegend zu Kurpfalz, einzelne Orte zur Kurmainz, andere waren unter Ganerbschaften der Reichsritterschaft aufgeteilt und wieder andere unter sonstige Herren.
1814 wurde das Donnersberg Département und damit auch der Kanton Wörrstadt vorübergehend unter die Administration des Generalgouvernements Mittelrhein gestellt. Durch Artikel 47 der Wiener Kongressakte über die Gebietsaufteilung gelangte der Kanton an das Großherzogtum Hessen und wurde in die Provinz Rheinhessen eingegliedert.

## Gemeinden und Mairies
Nach amtlichen Tabellen aus den Jahren 1798 und 1811 gehörten zum Kanton Wörrstadt folgende Gemeinden, die von 1800 an verwaltungsmäßig Mairies zugeteilt waren (Ortsnamen in der damaligen Schreibweise); die Einwohnerzahlen (Spalte „EW 1815“) sind einer Statistik von 1815 entnommen; die Spalte „vor 1792 zugehörig“ nennt die landesherrliche Zugehörigkeit vor der französischen Inbesitznahme.
| Gemeinde        | Mairie          | EW 1815 | vor 1792 zugehörig                   | Anmerkungen                                              |
| --------------- | --------------- | ------- | ------------------------------------ | -------------------------------------------------------- |
| Armsheim        | Armsheim        | 675     | Kurpfalz, Oberamt Alzey              |                                                          |
| Bechtolsheim    | Bechtolsheim    | 879     | Ritterschaftliche Ganerbschaft       |                                                          |
| Biebelnheim     | Bechtolsheim    | 494     | Kurpfalz, Oberamt Alzey              |                                                          |
| Eichloch        | Armsheim        | 372     | Rheingraf von Grumbach               | seit 1931 Rommersheim, seit 1970 Stadtteil von Wörrstadt |
| Ensheim         | Spiesheim       | 317     | Kurpfalz, Oberamt Stromberg          |                                                          |
| Friesenheim     | Gabsheim        | 269     | Freiherr von Dienheim                |                                                          |
| Gabsheim        | Gabsheim        | 591     | Freiherr von Dalberg                 |                                                          |
| Gauböckelheim   | Gauböckelheim   | 1.002   | Kurmainz                             | heute Gau-Bickelheim                                     |
| Hillesheim      | Hillesheim      | 409     | Grafschaft Falkenstein               |                                                          |
| Niedersaulheim  | Niedersaulheim  | 1.234   | Ritterschaftliche Ganerbschaft       | seit 1969 Ortsteil von Saulheim (Nieder-Saulheim)        |
| Niederweinheim  | Wallertheim     | 406     | Kurpfalz, Oberamt Alzey              | heute Gau-Weinheim                                       |
| Oberhilbersheim | Oberhilbersheim | 624     | Kurpfalz, Oberamt Kreuznach          | heute Ober-Hilbersheim                                   |
| Obersaulheim    | Niedersaulheim  | 454     | Rheingraf von Grumbach               | seit 1969 Ortsteil von Saulheim (Ober-Saulheim)          |
| Partenheim      | Partenheim      | 981     | Freiherren von Wallbrunn und Wambold |                                                          |
| Schimsheim      | Armsheim        | 163     | Kurpfalz, Oberamt Alzey              | seit 1969 Ortsteil von Armsheim                          |
| Schornsheim     | Schornsheim     | 725     | Ritterschaftliche Ganerbschaft       |                                                          |
| Spiesheim       | Spiesheim       | 614     | Kurpfalz, Oberamt Alzey              |                                                          |
| Sulzheim        | Vendersheim     | 491     | Kurmainz                             |                                                          |
| Udenheim        | Schornsheim     | 522     | Kurpfalz und Baden                   |                                                          |
| Undenheim       | Undenheim       | 838     | Kurpfalz, Oberamt Alzey              |                                                          |
| Vendersheim     | Vendersheim     | 414     | Graf von Eltz                        |                                                          |
| Wallertheim     | Wallertheim     | 776     | Graf von Leiningen-Guntersblum       |                                                          |
| Wolfsheim       | Wolfsheim       | 511     | Kurpfalz, Oberamt Alzey              |                                                          |
| Wörrstadt       | Wörrstadt       | 1.199   | Rheingraf von Grumbach               |                                                          |

Anmerkungen:
Friesenheim, Undenheim, Hillesheim und Ober-Hilbersheim gehören als einzige Gemeinden dem Landkreis Mainz-Bingen an.
1. 1 2 3  Ritterschaftliche Ganerbschaft (Ritterkanton Oberrhein), Enklave von Kurpfalz, unter Pfälzer Hoheit (Handbuch des Rheinischen Particular-Rechts)
2. ↑  Gemeinschaftlicher Besitz der Freiherren von Wallbrunn und Wambold als Lehen von Pfalz-Zweibrücken (Handbuch des Rheinischen Particular-Rechts)
3. ↑  Kondominium Kurpfalz und Markgrafschaft Baden (Statistik des Grossherzogthums Hessen)

## Landwirtschaftliche Nutzfläche
Im Historisch-statistischen Jahrbuch des Departements vom Donnersberg für die Jahre 9 bzw. 10 der fränkischen Republik wird die Landwirtschaftliche Nutzfläche folgendermaßen beschrieben:
- Terres labourables (Ackerfelder): 5852,64 Hektar
- Prés (Grünland): 243,60 Hektar
- Vignes (Rebfläche): 423,12 Hektar
- Forêts (Wälder): keine Angabe

## Infrastruktur
Durch den Kanton Wörrstadt führten Teilstrecken der direkten Fernstraßenverbindung (Pariser- oder Kaiserstraße) von Mainz über die Pfalz und Saarbrücken nach Paris hin, die damals der Präfekt Jeanbon St. André von seinem „Ingénieur en chef“ Eustache de Saint-Far auf Veranlassung des Kaisers errichten ließ.

## Rheinhessischer Kanton Wörrstadt
Die verwaltungsmäßige Einteilung der Provinz Rheinhessen wurden zunächst die Kantone aus der französischen Verwaltungsstruktur beibehalten. Der Kanton Wörrstadt hatte 1834 noch denselben Gebietsstand wie in der französischen Zeit.
Am 5. Februar 1835 wurden die elf Kantone durch vier Kreise ersetzt. Aus dem Kanton Wörrstadt und dem Kanton Alzey wurde der Kreis Alzey gebildet.